# Spaans handbalteam junioren (vrouwen)
Het Spaans handbalteam junioren is het nationale onder-19 en onder-20 handbalteam van Spanje. Het team vertegenwoordigt het Real Federación Española de Balonmano in internationale handbalwedstrijden voor vrouwen.

## Resultaten

### Wereldkampioenschap handbal onder 20
| Wereldkampioenschap handbal onder 20 | Wereldkampioenschap handbal onder 20                  | Wereldkampioenschap handbal onder 20                  | Wereldkampioenschap handbal onder 20                  | Wereldkampioenschap handbal onder 20                  | Wereldkampioenschap handbal onder 20                  | Wereldkampioenschap handbal onder 20                  | Wereldkampioenschap handbal onder 20                  | Wereldkampioenschap handbal onder 20                  |
| Jaar                                 | Resultaat                                             | Wed                                                   | W                                                     | G                                                     | V                                                     | DV                                                    | DT                                                    | DS                                                    |
| ------------------------------------ | ----------------------------------------------------- | ----------------------------------------------------- | ----------------------------------------------------- | ----------------------------------------------------- | ----------------------------------------------------- | ----------------------------------------------------- | ----------------------------------------------------- | ----------------------------------------------------- |
| 1977                                 | Niet deelgenomen aan kwalificatie/niet gekwalificeerd | Niet deelgenomen aan kwalificatie/niet gekwalificeerd | Niet deelgenomen aan kwalificatie/niet gekwalificeerd | Niet deelgenomen aan kwalificatie/niet gekwalificeerd | Niet deelgenomen aan kwalificatie/niet gekwalificeerd | Niet deelgenomen aan kwalificatie/niet gekwalificeerd | Niet deelgenomen aan kwalificatie/niet gekwalificeerd | Niet deelgenomen aan kwalificatie/niet gekwalificeerd |
| 1979                                 | Niet deelgenomen aan kwalificatie/niet gekwalificeerd | Niet deelgenomen aan kwalificatie/niet gekwalificeerd | Niet deelgenomen aan kwalificatie/niet gekwalificeerd | Niet deelgenomen aan kwalificatie/niet gekwalificeerd | Niet deelgenomen aan kwalificatie/niet gekwalificeerd | Niet deelgenomen aan kwalificatie/niet gekwalificeerd | Niet deelgenomen aan kwalificatie/niet gekwalificeerd | Niet deelgenomen aan kwalificatie/niet gekwalificeerd |
| 1981                                 | Niet deelgenomen aan kwalificatie/niet gekwalificeerd | Niet deelgenomen aan kwalificatie/niet gekwalificeerd | Niet deelgenomen aan kwalificatie/niet gekwalificeerd | Niet deelgenomen aan kwalificatie/niet gekwalificeerd | Niet deelgenomen aan kwalificatie/niet gekwalificeerd | Niet deelgenomen aan kwalificatie/niet gekwalificeerd | Niet deelgenomen aan kwalificatie/niet gekwalificeerd | Niet deelgenomen aan kwalificatie/niet gekwalificeerd |
| 1983                                 | Niet deelgenomen aan kwalificatie/niet gekwalificeerd | Niet deelgenomen aan kwalificatie/niet gekwalificeerd | Niet deelgenomen aan kwalificatie/niet gekwalificeerd | Niet deelgenomen aan kwalificatie/niet gekwalificeerd | Niet deelgenomen aan kwalificatie/niet gekwalificeerd | Niet deelgenomen aan kwalificatie/niet gekwalificeerd | Niet deelgenomen aan kwalificatie/niet gekwalificeerd | Niet deelgenomen aan kwalificatie/niet gekwalificeerd |
| 1985                                 | 15de                                                  | 5                                                     | 0                                                     | 0                                                     | 5                                                     | 50                                                    | 116                                                   | -56                                                   |
| 1987                                 | 11de                                                  | 7                                                     | 3                                                     | 0                                                     | 4                                                     | 116                                                   | 142                                                   | -26                                                   |
| 1989                                 | 8ste                                                  | 7                                                     | 3                                                     | 0                                                     | 4                                                     | 143                                                   | 169                                                   | -26                                                   |
| 1991                                 | Niet deelgenomen aan kwalificatie/niet gekwalificeerd | Niet deelgenomen aan kwalificatie/niet gekwalificeerd | Niet deelgenomen aan kwalificatie/niet gekwalificeerd | Niet deelgenomen aan kwalificatie/niet gekwalificeerd | Niet deelgenomen aan kwalificatie/niet gekwalificeerd | Niet deelgenomen aan kwalificatie/niet gekwalificeerd | Niet deelgenomen aan kwalificatie/niet gekwalificeerd | Niet deelgenomen aan kwalificatie/niet gekwalificeerd |
| 1993                                 | Niet deelgenomen aan kwalificatie/niet gekwalificeerd | Niet deelgenomen aan kwalificatie/niet gekwalificeerd | Niet deelgenomen aan kwalificatie/niet gekwalificeerd | Niet deelgenomen aan kwalificatie/niet gekwalificeerd | Niet deelgenomen aan kwalificatie/niet gekwalificeerd | Niet deelgenomen aan kwalificatie/niet gekwalificeerd | Niet deelgenomen aan kwalificatie/niet gekwalificeerd | Niet deelgenomen aan kwalificatie/niet gekwalificeerd |
| 1995                                 | Niet gekwalificeerd                                   | Niet gekwalificeerd                                   | Niet gekwalificeerd                                   | Niet gekwalificeerd                                   | Niet gekwalificeerd                                   | Niet gekwalificeerd                                   | Niet gekwalificeerd                                   | Niet gekwalificeerd                                   |
| 1997                                 | Niet gekwalificeerd                                   | Niet gekwalificeerd                                   | Niet gekwalificeerd                                   | Niet gekwalificeerd                                   | Niet gekwalificeerd                                   | Niet gekwalificeerd                                   | Niet gekwalificeerd                                   | Niet gekwalificeerd                                   |
| 1999                                 | 6de                                                   | 8                                                     | 4                                                     | 1                                                     | 3                                                     | 200                                                   | 186                                                   | -14                                                   |
| 2001                                 | 4de                                                   | 9                                                     | 5                                                     | 0                                                     | 4                                                     | 250                                                   | 226                                                   | -24                                                   |
| 2003                                 | Niet gekwalificeerd                                   | Niet gekwalificeerd                                   | Niet gekwalificeerd                                   | Niet gekwalificeerd                                   | Niet gekwalificeerd                                   | Niet gekwalificeerd                                   | Niet gekwalificeerd                                   | Niet gekwalificeerd                                   |
| 2005                                 | 11de                                                  | 8                                                     | 4                                                     | 0                                                     | 4                                                     | 239                                                   | 224                                                   | +15                                                   |
| 2008                                 | 4de                                                   | 9                                                     | 6                                                     | 1                                                     | 2                                                     | 213                                                   | 191                                                   | +22                                                   |
| 2010                                 | 10de                                                  | 9                                                     | 4                                                     | 1                                                     | 4                                                     | 232                                                   | 214                                                   | +18                                                   |
| 2012                                 | 14de                                                  | 9                                                     | 4                                                     | 0                                                     | 5                                                     | 247                                                   | 212                                                   | +35                                                   |
| 2014                                 | Niet gekwalificeerd                                   | Niet gekwalificeerd                                   | Niet gekwalificeerd                                   | Niet gekwalificeerd                                   | Niet gekwalificeerd                                   | Niet gekwalificeerd                                   | Niet gekwalificeerd                                   | Niet gekwalificeerd                                   |
| 2016                                 | 12de                                                  | 7                                                     | 3                                                     | 0                                                     | 4                                                     | 155                                                   | 175                                                   | -20                                                   |
| Totaal                               | 10/20                                                 | 78                                                    | 36                                                    | 3                                                     | 39                                                    | 1.845                                                 | 1.855                                                 | -76                                                   |

 Kampioenen   Runners-up   Derde plaats   Vierde plaats

### Europese kampioenschappen onder 19
| Europees kampioenschap handbal onder 19 | Europees kampioenschap handbal onder 19 | Europees kampioenschap handbal onder 19 | Europees kampioenschap handbal onder 19 | Europees kampioenschap handbal onder 19 | Europees kampioenschap handbal onder 19 | Europees kampioenschap handbal onder 19 | Europees kampioenschap handbal onder 19 | Europees kampioenschap handbal onder 19 |
| Jaar                                    | Resultaat                               | Wed                                     | W                                       | G                                       | V                                       | DV                                      | DT                                      | DS                                      |
| --------------------------------------- | --------------------------------------- | --------------------------------------- | --------------------------------------- | --------------------------------------- | --------------------------------------- | --------------------------------------- | --------------------------------------- | --------------------------------------- |
| 1996                                    | Niet gekwalificeerd                     | Niet gekwalificeerd                     | Niet gekwalificeerd                     | Niet gekwalificeerd                     | Niet gekwalificeerd                     | Niet gekwalificeerd                     | Niet gekwalificeerd                     | Niet gekwalificeerd                     |
| 1998                                    | 5de                                     | 6                                       | 4                                       | 0                                       | 2                                       | 134                                     | 126                                     | +8                                      |
| 2000                                    | 5de                                     | 6                                       | 4                                       | 0                                       | 2                                       | 144                                     | 131                                     | +13                                     |
| 2002                                    | 3de                                     | 8                                       | 5                                       | 0                                       | 2                                       | 173                                     | 140                                     | +33                                     |
| 2004                                    | 6de                                     | 7                                       | 4                                       | 0                                       | 3                                       | 204                                     | 200                                     | +4                                      |
| 2007                                    | 2de                                     | 7                                       | 5                                       | 0                                       | 2                                       | 183                                     | 179                                     | +4                                      |
| 2009                                    | 6de                                     | 7                                       | 3                                       | 0                                       | 4                                       | 155                                     | 174                                     | -19                                     |
| 2011                                    | 8ste                                    | 7                                       | 2                                       | 0                                       | 5                                       | 166                                     | 178                                     | -12                                     |
| 2013                                    | 11de                                    | 7                                       | 4                                       | 0                                       | 3                                       | 196                                     | 160                                     | +36                                     |
| 2015                                    | 8ste                                    |                                         |                                         |                                         |                                         |                                         |                                         |                                         |
| 2017                                    | 11de                                    |                                         |                                         |                                         |                                         |                                         |                                         |                                         |
| 2019                                    | 7de                                     |                                         |                                         |                                         |                                         |                                         |                                         |                                         |
| 2021                                    | Niet gekwalificeerd                     | Niet gekwalificeerd                     | Niet gekwalificeerd                     | Niet gekwalificeerd                     | Niet gekwalificeerd                     | Niet gekwalificeerd                     | Niet gekwalificeerd                     | Niet gekwalificeerd                     |
| Totaal                                  | 11/13                                   |                                         |                                         |                                         |                                         |                                         |                                         |                                         |

 Kampioenen   Runners-up   Derde plaats   Vierde plaats